# Giải vô địch bóng đá châu Âu 2024 (Bảng E)
Bảng E của giải vô địch bóng đá châu Âu 2024 diễn ra từ ngày 17 đến ngày 26 tháng 6 năm 2024, bao gồm các đội Bỉ, Slovakia, România và Ukraina.

## Các đội tuyển
| Nhóm | Đội tuyển | Nhóm hạt giống | Tư cách qua vòng loại  | Số lần tham dự                       | Lần tham dự gần đây nhất | Thành tích tốt nhất                                          | Xếp hạng UEFA Tháng 11, 2023 | Xếp hạng FIFA Tháng 4, 2024 |
| ---- | --------- | -------------- | ---------------------- | ------------------------------------ | ------------------------ | ------------------------------------------------------------ | ---------------------------- | --------------------------- |
| E1   | Bỉ        | 1              | Nhất bảng F            | 7                                    | 2020                     | Á quân (1980)                                                | 4                            | 3                           |
| E2   | Slovakia  | 3              | Nhì bảng J             | 3 (nước độc lập) 6 (kể cả Tiệp Khắc) | 2020                     | Vòng 16 đội (2016) (nước độc lập) Vô địch (1976) (Tiệp Khắc) | 16                           | 48                          |
| E3   | România   | 2              | Nhất bảng I            | 6                                    | 2016                     | Tứ kết (2000)                                                | 8                            | 46                          |
| E4   | Ukraina   | 4              | Thắng nhánh B play-off | 4                                    | 2020                     | Tứ kết (2020)                                                | 21                           | 22                          |

Ghi chú
1. ↑  Bảng xếp hạng FIFA khu vực châu Âu vào tháng 11 năm 2023 được sử dụng trước khi bốc thăm vòng bảng
2. ↑  Từ 1960 đến 1980, Slovakia tham dự với tên gọi là Tiệp Khắc.

## Bảng xếp hạng
| VT | Đội      | ST | T | H | B | BT | BB | HS | Đ | Giành quyền tham dự                 |
| -- | -------- | -- | - | - | - | -- | -- | -- | - | ----------------------------------- |
| 1  | România  | 3  | 1 | 1 | 1 | 4  | 3  | +1 | 4 | Đi tiếp vào vòng đấu loại trực tiếp |
| 2  | Bỉ       | 3  | 1 | 1 | 1 | 2  | 1  | +1 | 4 | Đi tiếp vào vòng đấu loại trực tiếp |
| 3  | Slovakia | 3  | 1 | 1 | 1 | 3  | 3  | 0  | 4 | Đi tiếp vào vòng đấu loại trực tiếp |
| 4  | Ukraina  | 3  | 1 | 1 | 1 | 2  | 4  | −2 | 4 |                                     |

Ở vòng 16 đội:
- Đội đứng nhất bảng E, România, sẽ gặp đội đứng ba bảng D, Hà Lan.
- Đội đứng nhì bảng E, Bỉ, sẽ gặp đội đứng nhì bảng D, Pháp.
- Đội đứng ba bảng E, Slovakia, sẽ gặp đội đứng nhất bảng C, Anh.

## Các trận đấu

### România vs Ukraina
| România                                   | 3–0      | Ukraina |
| ----------------------------------------- | -------- | ------- |
| - Stanciu 29' - R. Marin 53' - Drăguș 57' | Chi tiết |         |

| Romania | Ukraina |

| TM                | 1  | Florin Niță         |     |     |
| HV                | 2  | Andrei Rațiu        |     |     |
| HV                | 3  | Radu Drăgușin       |     |     |
| HV                | 15 | Andrei Burcă        |     |     |
| HV                | 11 | Nicușor Bancu       |     |     |
| TV                | 6  | Marius Marin        |     | 75' |
| TV                | 18 | Răzvan Marin        | 79' |     |
| TV                | 21 | Nicolae Stanciu (c) |     | 87' |
| TV                | 20 | Dennis Man          |     | 62' |
| TV                | 17 | Florinel Coman      |     | 62' |
| TĐ                | 19 | Denis Drăguș        |     | 75' |
| Thay người:       |    |                     |     |     |
| TV                | 10 | Ianis Hagi          |     | 62' |
| TV                | 13 | Valentin Mihăilă    |     | 62' |
| TĐ                | 9  | George Pușcaș       |     | 75' |
| HV                | 4  | Adrian Rus          |     | 75' |
| HV                | 24 | Bogdan Racovițan    |     | 87' |
| Huấn luyện viên:  |    |                     |     |     |
| Edward Iordănescu |    |                     |     |     |

| TM               | 23 | Andriy Lunin         |     |     |
| HV               | 2  | Yukhym Konoplya      | 67' | 72' |
| HV               | 13 | Illya Zabarnyi       |     |     |
| HV               | 22 | Mykola Matviyenko    |     |     |
| HV               | 17 | Oleksandr Zinchenko  |     |     |
| TV               | 6  | Taras Stepanenko (c) |     | 62' |
| TV               | 19 | Mykola Shaparenko    |     | 62' |
| TV               | 15 | Viktor Tsyhankov     |     | 62' |
| TV               | 10 | Mykhailo Mudryk      |     |     |
| TV               | 14 | Heorhiy Sudakov      |     | 83' |
| TĐ               | 11 | Artem Dovbyk         |     |     |
| Thay người:      |    |                      |     |     |
| TĐ               | 7  | Andriy Yarmolenko    |     | 62' |
| TĐ               | 9  | Roman Yaremchuk      |     | 62' |
| TV               | 18 | Volodymyr Brazhko    |     | 62' |
| HV               | 24 | Oleksandr Tymchyk    |     | 72' |
| TV               | 8  | Ruslan Malinovskyi   |     | 83' |
| Huấn luyện viên: |    |                      |     |     |
| Serhiy Rebrov    |    |                      |     |     |

| Cầu thủ xuất sắc nhất trận: Nicolae Stanciu (România) Trợ lý trọng tài: Mahbod Beigi (Thụy Điển) Andreas Söderkvist (Thụy Điển) Trọng tài bàn: Espen Eskås (Na Uy) Trọng tài dự phòng: Jan Erik Engan (Na Uy) Trợ lý trọng tài video: Rob Dieperink (Hà Lan) Trợ lý tổ trợ lý trọng tài video: Pol van Boekel (Hà Lan) Jérôme Brisard (Pháp) |

### Bỉ vs Slovakia
| Bỉ | 0–1      | Slovakia     |
| -- | -------- | ------------ |
|    | Chi tiết | - Schranz 7' |

| Bỉ | Slovakia |

| TM               | 1  | Koen Casteels       |     |     |
| HV               | 21 | Timothy Castagne    |     |     |
| HV               | 4  | Wout Faes           |     |     |
| HV               | 2  | Zeno Debast         |     |     |
| HV               | 11 | Yannick Carrasco    |     | 84' |
| TV               | 18 | Orel Mangala        | 30' | 58' |
| TV               | 24 | Amadou Onana        |     |     |
| TV               | 9  | Leandro Trossard    |     | 74' |
| TV               | 7  | Kevin De Bruyne (c) |     |     |
| TV               | 22 | Jérémy Doku         |     | 84' |
| TĐ               | 10 | Romelu Lukaku       |     |     |
| Thay người:      |    |                     |     |     |
| TĐ               | 19 | Johan Bakayoko      |     | 58' |
| TV               | 8  | Youri Tielemans     | 76' | 74' |
| TĐ               | 14 | Dodi Lukebakio      | 85' | 84' |
| TĐ               | 20 | Loïs Openda         |     | 84' |
|                  |    |                     |     |     |
| Huấn luyện viên: |    |                     |     |     |
| Domenico Tedesco |    |                     |     |     |

| TM                | 1  | Martin Dúbravka    |     |       |
| HV                | 2  | Peter Pekarík      |     |       |
| HV                | 3  | Denis Vavro        |     |       |
| HV                | 14 | Milan Škriniar (c) |     |       |
| HV                | 16 | Dávid Hancko       |     |       |
| TV                | 19 | Juraj Kucka        |     |       |
| TV                | 22 | Stanislav Lobotka  |     |       |
| TV                | 8  | Ondrej Duda        |     | 90+4' |
| TĐ                | 26 | Ivan Schranz       | 41' | 81'   |
| TĐ                | 9  | Róbert Boženík     |     | 70'   |
| TĐ                | 17 | Lukáš Haraslín     |     | 70'   |
| Thay người:       |    |                    |     |       |
| TV                | 7  | Tomáš Suslov       |     | 70'   |
| TĐ                | 18 | David Strelec      |     | 70'   |
| TĐ                | 20 | Dávid Ďuriš        |     | 81'   |
| HV                | 4  | Adam Obert         |     | 90+4' |
|                   |    |                    |     |       |
| Huấn luyện viên:  |    |                    |     |       |
| Francesco Calzona |    |                    |     |       |

| Cầu thủ xuất sắc nhất trận: Stanislav Lobotka (Slovakia) Trợ lý trọng tài: Mustafa Emre Eyisoy (Thổ Nhĩ Kỳ) Kerem Ersoy (Thổ Nhĩ Kỳ) Trọng tài bàn: Serdar Gözübüyük (Hà Lan) Trọng tài dự phòng: Johan Balder (Hà Lan) Trợ lý trọng tài video: Bastian Dankert (Đức) Trợ lý tổ trợ lý trọng tài video: Alper Ulusoy (Thổ Nhĩ Kỳ) Marco Fritz (Đức) |

### Slovakia vs Ukraina
| Slovakia      | 1–2      | Ukraina                          |
| ------------- | -------- | -------------------------------- |
| - Schranz 17' | Chi tiết | - Shaparenko 54' - Yaremchuk 80' |

| Slovakia | Ukraina |

| TM                | 1  | Martin Dúbravka    |  |     |
| HV                | 2  | Peter Pekarík      |  |     |
| HV                | 3  | Denis Vavro        |  |     |
| HV                | 14 | Milan Škriniar (c) |  |     |
| HV                | 16 | Dávid Hancko       |  | 67' |
| TV                | 19 | Juraj Kucka        |  |     |
| TV                | 22 | Stanislav Lobotka  |  |     |
| TV                | 8  | Ondrej Duda        |  | 60' |
| TĐ                | 26 | Ivan Schranz       |  | 86' |
| TĐ                | 9  | Róbert Boženík     |  | 60' |
| TĐ                | 17 | Lukáš Haraslín     |  | 67' |
| Thay người:       |    |                    |  |     |
| TV                | 11 | László Bénes       |  | 60' |
| TĐ                | 18 | David Strelec      |  | 60' |
| TV                | 7  | Tomáš Suslov       |  | 67' |
| HV                | 4  | Adam Obert         |  | 67' |
| TĐ                | 24 | Leo Sauer          |  | 86' |
| Huấn luyện viên:  |    |                    |  |     |
| Francesco Calzona |    |                    |  |     |

| TM               | 12 | Anatoliy Trubin       |     |       |
| HV               | 24 | Oleksandr Tymchyk     |     |       |
| HV               | 13 | Illya Zabarnyi        |     |       |
| HV               | 22 | Mykola Matviyenko     |     |       |
| HV               | 17 | Oleksandr Zinchenko   |     |       |
| TV               | 19 | Mykola Shaparenko     |     | 90+2' |
| TV               | 18 | Volodymyr Brazhko     |     | 85'   |
| TV               | 14 | Heorhiy Sudakov       |     |       |
| TĐ               | 7  | Andriy Yarmolenko (c) |     | 67'   |
| TĐ               | 11 | Artem Dovbyk          |     | 67'   |
| TĐ               | 10 | Mykhailo Mudryk       |     | 85'   |
| Thay người:      |    |                       |     |       |
| TV               | 20 | Oleksandr Zubkov      |     | 67'   |
| TĐ               | 9  | Roman Yaremchuk       | 84' | 67'   |
| TV               | 5  | Serhiy Sydorchuk      |     | 85'   |
| TV               | 8  | Ruslan Malinovskyi    |     | 85'   |
| HV               | 4  | Maksym Talovyerov     |     | 90+2' |
| Huấn luyện viên: |    |                       |     |       |
| Serhiy Rebrov    |    |                       |     |       |

| Cầu thủ xuất sắc nhất trận: Mykola Shaparenko (Ukraina) Trợ lý trọng tài video: Stuart Burt (Anh) Dan Cook (Anh) Trọng tài bàn: Serdar Gözübüyük (Hà Lan) Trọng tài dự phòng: Johan Balder (Hà Lan) Trợ lý trọng tài video: Bastian Dankert (Đức) Trợ lý tổ trợ lý trọng tài video: David Coote (Anh) Christian Dingert (Đức) |

### Bỉ vs România
| Bỉ                             | 2–0      | România |
| ------------------------------ | -------- | ------- |
| - Tielemans 2' - De Bruyne 80' | Chi tiết |         |

| Bỉ | Romania |

| TM               | 1  | Koen Casteels       |     |     |
| HV               | 21 | Timothy Castagne    |     |     |
| HV               | 4  | Wout Faes           |     |     |
| HV               | 5  | Jan Vertonghen      |     |     |
| TV               | 22 | Jérémy Doku         |     | 72' |
| TV               | 8  | Youri Tielemans     |     | 72' |
| TV               | 24 | Amadou Onana        |     |     |
| TV               | 3  | Arthur Theate       |     | 77' |
| TĐ               | 7  | Kevin De Bruyne (c) |     |     |
| TĐ               | 10 | Romelu Lukaku       |     |     |
| TĐ               | 14 | Dodi Lukebakio      | 35' | 56' |
| Thay người:      |    |                     |     |     |
| TĐ               | 9  | Leandro Trossard    |     | 56' |
| TV               | 11 | Yannick Carrasco    |     | 72' |
| TV               | 18 | Orel Mangala        |     | 72' |
| HV               | 2  | Zeno Debast         |     | 77' |
| Huấn luyện viên: |    |                     |     |     |
| Domenico Tedesco |    |                     |     |     |

| TM                | 1  | Florin Niță         |     |     |
| HV                | 2  | Andrei Rațiu        |     | 90' |
| HV                | 3  | Radu Drăgușin       |     |     |
| HV                | 15 | Andrei Burcă        |     |     |
| HV                | 11 | Nicușor Bancu       | 60' |     |
| TV                | 6  | Marius Marin        | 65' | 68' |
| TV                | 18 | Răzvan Marin        |     |     |
| TV                | 21 | Nicolae Stanciu (c) |     |     |
| TV                | 20 | Dennis Man          |     |     |
| TV                | 13 | Valentin Mihăilă    |     | 68' |
| TĐ                | 19 | Denis Drăguș        |     | 81' |
| Thay người:       |    |                     |     |     |
| TV                | 14 | Darius Olaru        |     | 68' |
| TV                | 10 | Ianis Hagi          |     | 68' |
| TĐ                | 7  | Denis Alibec        |     | 81' |
| TV                | 23 | Deian Sorescu       |     | 90' |
| Huấn luyện viên:  |    |                     |     |     |
| Edward Iordănescu |    |                     |     |     |

| Cầu thủ xuất sắc nhất trận: Kevin De Bruyne (Bỉ) Trợ lý trọng tài: Tomasz Listkiewicz (Ba Lan) Adam Kupsik (Ba Lan) Trọng tài bàn: Donatas Rumšas (Litva) Trọng tài dự phòng: Aleksandr Radiuš (Litva) Trợ lý trọng tài video: Tomasz Kwiatkowski (Ba Lan) Trợ lý tổ trợ lý trọng tài video: Bartosz Frankowski (Ba Lan) Nejc Kajtazovič (Slovenia) |

### Slovakia vs România
| Slovakia   | 1–1      | România                |
| ---------- | -------- | ---------------------- |
| - Duda 24' | Chi tiết | - R. Marin 37' (ph.đ.) |

| Slovakia | Romania |

| TM                | 1  | Martin Dúbravka    |       |       |
| HV                | 2  | Peter Pekarík      |       | 90+2' |
| HV                | 3  | Denis Vavro        |       |       |
| HV                | 14 | Milan Škriniar (c) |       |       |
| HV                | 16 | Dávid Hancko       |       |       |
| TV                | 19 | Juraj Kucka        |       |       |
| TV                | 22 | Stanislav Lobotka  |       |       |
| TV                | 8  | Ondrej Duda        | 90+1' | 90+2' |
| TĐ                | 26 | Ivan Schranz       |       | 78'   |
| TĐ                | 18 | David Strelec      |       | 70'   |
| TĐ                | 17 | Lukáš Haraslín     |       | 70'   |
| Thay người:       |    |                    |       |       |
| TV                | 7  | Tomáš Suslov       |       | 70'   |
| TĐ                | 9  | Róbert Boženík     |       | 90+2' |
| TĐ                | 6  | Norbert Gyömbér    |       | 90+2' |
| HV                | 21 | Matúš Bero         |       | 78'   |
| HV                | 20 | Dávid Ďuriš        |       | 78'   |
| Huấn luyện viên:  |    |                    |       |       |
| Francesco Calzona |    |                    |       |       |

| TM                | 1                 | Florin Niță         |       |     |
| HV                | 2                 | Andrei Rațiu        |       |     |
| HV                | 3                 | Radu Drăgușin       |       |     |
| HV                | 15                | Andrei Burcă        | 45+1' |     |
| HV                | 11                | Nicușor Bancu       | 45+4' |     |
| TV                | 6                 | Marius Marin        |       |     |
| TV                | 18                | Răzvan Marin        |       | 86' |
| TV                | 21                | Nicolae Stanciu (c) |       |     |
| TV                | 10                | Ianis Hagi          |       | 66' |
| TV                | 17                | Florinel Coman      |       | 58' |
| TĐ                | 19                | Denis Drăguș        |       | 67' |
| Thay người:       |                   |                     |       |     |
| TV                | 23                | Deian Sorescu       |       | 58' |
| TV                | 20                | Dennis Man          |       | 66' |
| TĐ                | 9                 | George Pușcaș       | 88'   | 67' |
| HV                | 4                 | Adrian Rus          |       | 86' |
|                   |                   |                     |       |     |
| Huấn luyện viên:  |                   |                     |       |     |
| Edward Iordănescu | Edward Iordănescu | Edward Iordănescu   | 55'   |     |

| Cầu thủ xuất sắc nhất trận: Stanislav Lobotka (Slovakia) Trợ lý trọng tài: Jan Seidel (Đức) Rafael Foltyn (Đức) Trọng tài bàn: Felix Zwayer (Đức) Trọng tài dự phòng: Marco Achmüller (Đức) Trợ lý trọng tài video: Bastian Dankert (Đức) Trợ lý tổ trợ lý trọng tài video: Christian Dingert (Đức) Massimiliano Irrati (Ý) |

### Ukraina vs Bỉ
| Ukraina | 0–0      | Bỉ |
| ------- | -------- | -- |
|         | Chi tiết |    |

| Ukraina | Bỉ |

| TM               | 12 | Anatoliy Trubin       |     |     |
| HV               | 13 | Illya Zabarnyi        |     |     |
| HV               | 3  | Oleksandr Svatok      |     | 81' |
| HV               | 22 | Mykola Matviyenko (c) |     |     |
| HV               | 24 | Oleksandr Tymchyk     |     |     |
| HV               | 16 | Vitaliy Mykolenko     |     | 58' |
| TV               | 19 | Mykola Shaparenko     |     | 70' |
| TV               | 18 | Volodymyr Brazhko     |     | 70' |
| TV               | 14 | Heorhiy Sudakov       |     |     |
| TĐ               | 9  | Roman Yaremchuk       |     | 70' |
| TĐ               | 11 | Artem Dovbyk          | 69' |     |
| Thay người:      |    |                       |     |     |
| TV               | 17 | Oleksandr Zinchenko   |     | 58' |
| TV               | 6  | Taras Stepanenko      |     | 70' |
| TV               | 8  | Ruslan Malinovskyi    |     | 70' |
| TĐ               | 25 | Vladyslav Vanat       |     | 70' |
| TĐ               | 7  | Andriy Yarmolenko     |     | 81' |
| Huấn luyện viên: |    |                       |     |     |
| Serhiy Rebrov    |    |                       |     |     |

| TM               | 1  | Koen Casteels       |     |     |
| HV               | 5  | Jan Vertonghen      |     |     |
| HV               | 4  | Wout Faes           | 43' |     |
| HV               | 3  | Arthur Theate       |     |     |
| HV               | 21 | Timothy Castagne    |     |     |
| TV               | 7  | Kevin De Bruyne (c) |     |     |
| TV               | 24 | Amadou Onana        |     |     |
| TV               | 8  | Youri Tielemans     |     | 62' |
| TĐ               | 22 | Jérémy Doku         |     | 77' |
| TĐ               | 10 | Romelu Lukaku       |     | 90' |
| TĐ               | 9  | Leandro Trossard    |     | 62' |
| Thay người:      |    |                     |     |     |
| TV               | 18 | Orel Mangala        |     | 62' |
| TV               | 11 | Yannick Carrasco    |     | 62' |
| TĐ               | 14 | Dodi Lukebakio      |     | 77' |
| TĐ               | 20 | Lois Openda         |     | 90' |
|                  |    |                     |     |     |
| Huấn luyện viên: |    |                     |     |     |
| Domenico Tedesco |    |                     |     |     |

| Cầu thủ xuất sắc nhất trận: Kevin De Bruyne (Bỉ) Trợ lý trọng tài: Gary Beswick (Anh) Adam Nunn (Anh) Trọng tài bàn: Glenn Nyberg (Thụy Điển) Trọng tài dự phòng: Mahbod Beigi (Thụy Điển) Trợ lý trọng tài video: Stuart Attwell (Anh) Trợ lý tổ trợ lý trọng tài video: David Coote (Anh) Marco Fritz (Đức) |

## Kỷ luật
Điểm fair play sẽ được sử dụng làm tiêu chí xếp hạng nếu thành tích đối đầu và tổng điểm của các đội bằng nhau (và nếu loạt sút luân lưu không được áp dụng làm tiêu chí xếp hạng). Chúng được tính dựa trên số thẻ vàng và thẻ đỏ mà các đội nhận được trong tất cả các trận đấu vòng bảng như sau:
- thẻ vàng = 1 điểm
- thẻ đỏ do hai thẻ vàng = 3 điểm
- thẻ đỏ trực tiếp = 3 điểm
- thẻ vàng tiếp theo là thẻ đỏ trực tiếp = 4 điểm

Chỉ có một trong các khoản khấu trừ trên được áp dụng cho một cầu thủ trong một trận đấu.
| Đội      | Trận 1   | Trận 1                                    | Trận 1 | Trận 1            | Trận 2   | Trận 2                                    | Trận 2 | Trận 2            | Trận 3   | Trận 3                                    | Trận 3 | Trận 3            | Điểm |
| Đội      | Thẻ vàng | Thẻ vàng · Thẻ vàng-đỏ (thẻ đỏ gián tiếp) | Thẻ đỏ | Thẻ vàng · Thẻ đỏ | Thẻ vàng | Thẻ vàng · Thẻ vàng-đỏ (thẻ đỏ gián tiếp) | Thẻ đỏ | Thẻ vàng · Thẻ đỏ | Thẻ vàng | Thẻ vàng · Thẻ vàng-đỏ (thẻ đỏ gián tiếp) | Thẻ đỏ | Thẻ vàng · Thẻ đỏ | Điểm |
| -------- | -------- | ----------------------------------------- | ------ | ----------------- | -------- | ----------------------------------------- | ------ | ----------------- | -------- | ----------------------------------------- | ------ | ----------------- | ---- |
| Slovakia | 1        |                                           |        |                   |          |                                           |        |                   | 1        |                                           |        |                   | –2   |
| Ukraina  | 1        |                                           |        |                   | 1        |                                           |        |                   | 1        |                                           |        |                   | –3   |
| Bỉ       | 3        |                                           |        |                   | 1        |                                           |        |                   | 1        |                                           |        |                   | –5   |
| România  | 1        |                                           |        |                   | 2        |                                           |        |                   | 4        |                                           |        |                   | –7   |